# 7308 Hattori
7308 Hattori è un asteroide della fascia principale. Scoperto nel 1995, presenta un'orbita caratterizzata da un semiasse maggiore pari a 3,0673671 UA e da un'eccentricità di 0,0436517, inclinata di 8,12038° rispetto all'eclittica.